# Gwardia Imperium Rosyjskiego

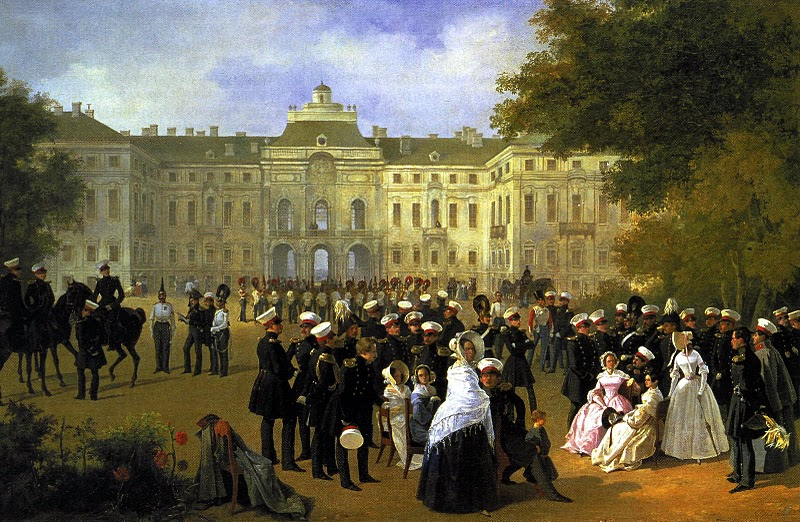
Gwardziści carscy przed Pałacem Konstantynowskim w Sankt Petersburgu

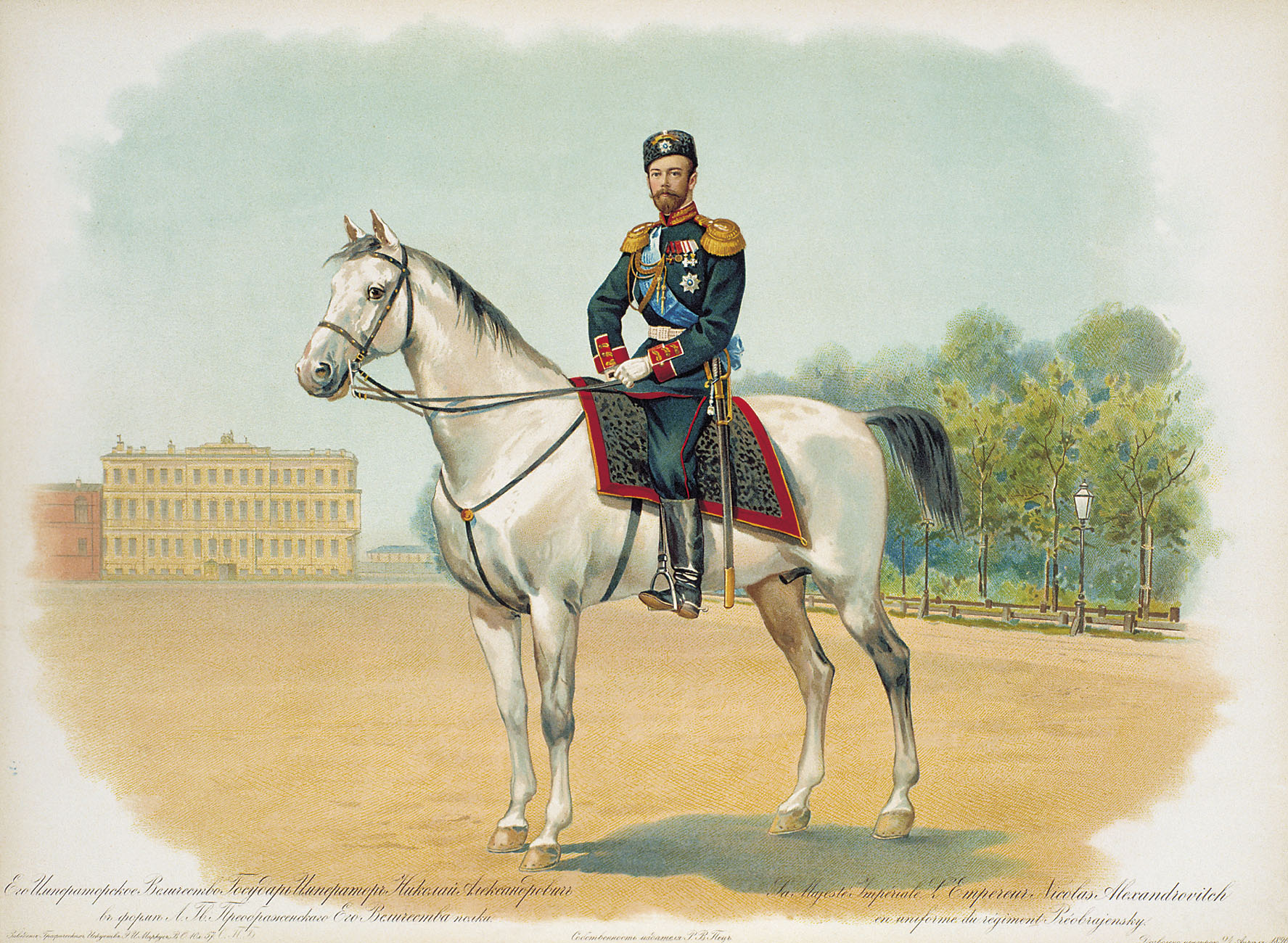
Mikołaj II Romanow w mundurze Lejb-Gwardyjskiego Przeobrażeńskiego Pułku

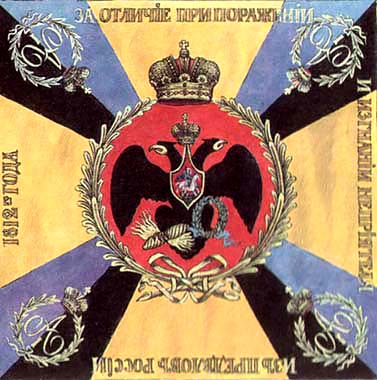
Sztandar Lejb-Gwardyjskiego Pułku Grenadierów Jego Wysokości

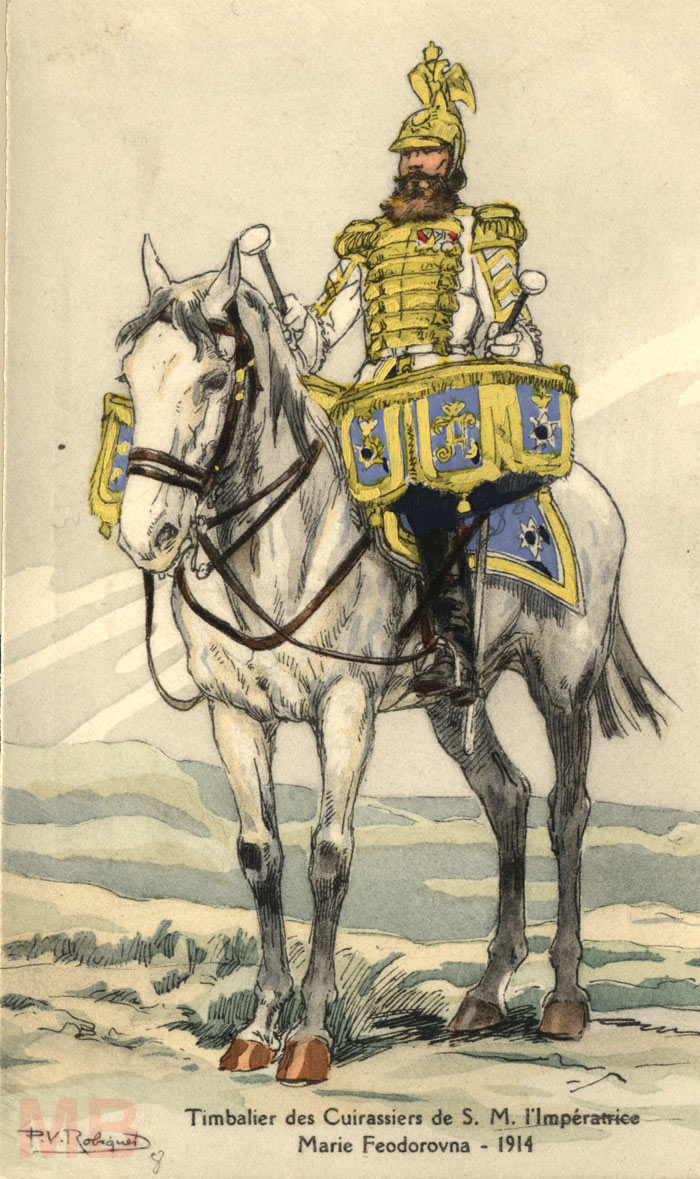
Żołnierz Lejb-Gwardyjskiego Pułku Kirasjerów Jej Wysokości Imperatorki Marii Fiodorownej

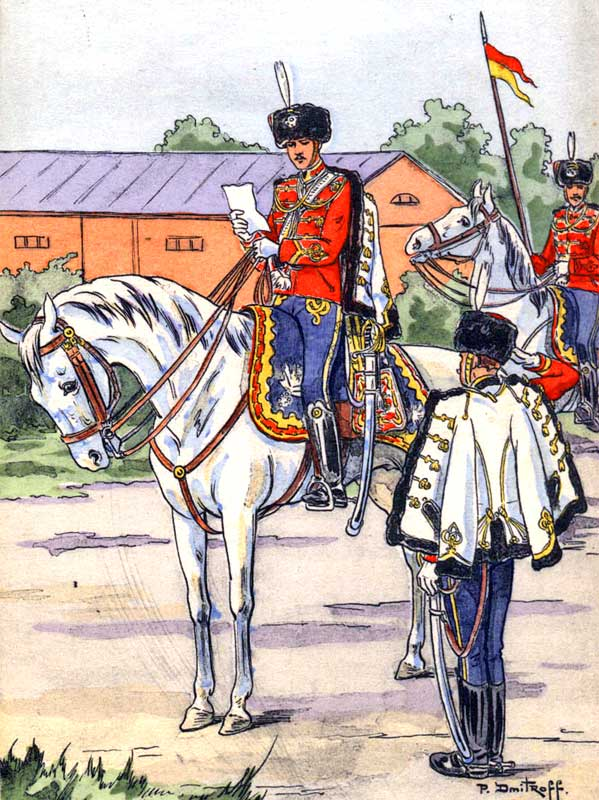
Żołnierz Lejb-Gwardyjskiego Pułku Huzarów Jego Wysokości

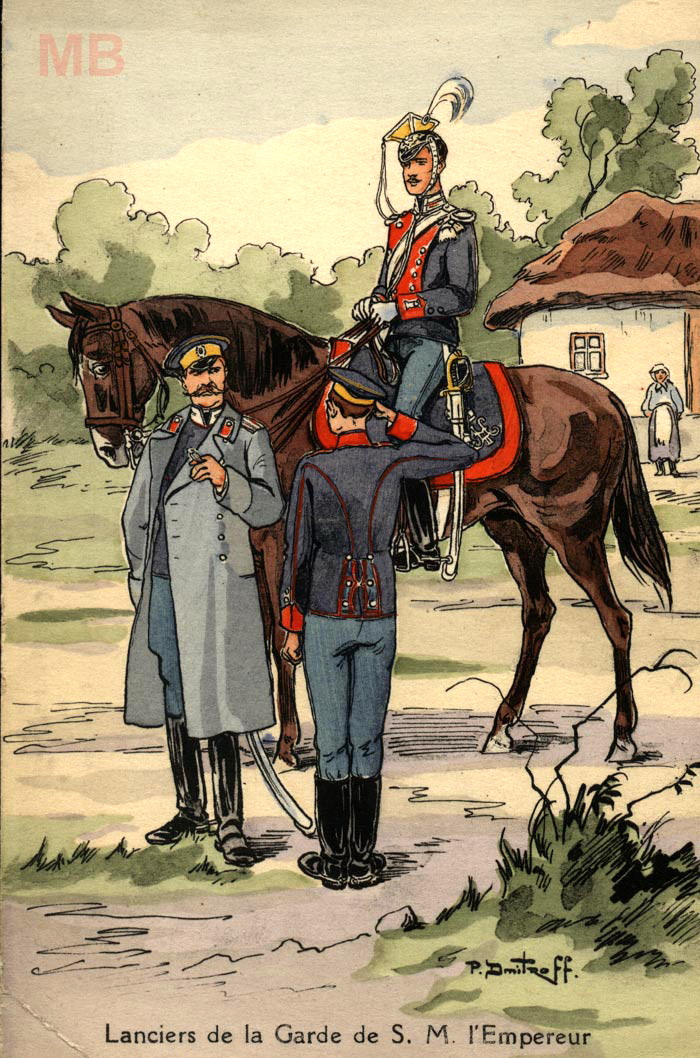
Żołnierz Lejb-Gwardyjskiego Pułku Ułanów Jego Wysokości

Gwardia Imperium Rosyjskiego – elitarna formacja wojskowa Imperium Rosyjskiego, pełniąca również funkcje reprezentacyjne i osobistej straży rosyjskiej rodziny cesarskiej.

## Historia
Jej pierwszy oddział sformował Piotr I Wielki w 1690. Jeszcze jako następca tronu posiadał do wyłącznej dyspozycji dwa pułki, tzw. pocieszne, czyli „do zabawy”: siemionowski i preobrażeński; które po wstąpieniu na tron przekształcił w gwardię. 
W ramach reform wojskowych Piotr I narzucił siłom zbrojnym system pułkowy. Pułk piechoty składał się z dwóch batalionów, pułk gwardii z trzech, pułk kawalerii z pięciu szwadronów, pułk artylerii z sześciu rot i dwóch komand.
W 1705 car zarządził obowiązek dostarczania jednego rekruta z każdych dwudziestu domów, a w 1724 liczbę rekrutów powiązano z liczbą ludności. Oficerowie rekrutowali się w zasadzie ze szlachty, choć stosunkowo często zdarzały się przypadki awansu zdolnych plebejuszy. Wszyscy oficerowie (nawet pochodzenia szlacheckiego) musieli przed awansem odsłużyć określony czas jako szeregowiec w pułkach gwardyjskich, pełniących funkcje szkół oficerskich.
Z czasem oddziały gwardii przestały pełnić funkcje przybocznych oddziałów na dworze cesarskim. choć od pozostałych oddziałów armii odróżnialy się wielkością, jakością zaopatrzenia w broń i należności socjalne.  
Podczas I wojny światowej walczyły korpusy gwardii rosyjskiej i niemieckiej oraz dywizja piechoty gwardii brytyjskiej. W wyniku rewolucji październikowej gwardia Imperium Rosyjskiego przestała istnieć.

## Organizacja
Struktura organizacyjna jednostek gwardyjskich Imperium Rosyjskiego na początku 1914:

### Korpus Gwardii
Petersburski Okręg Wojskowy – Petersburg, Miljonaja.
- 1 Dywizja Piechoty Gwardii – Petersburg, Fontanka. 
  - 1 Brygada:
    - Lejb-Gwardyjski Przeobrażeński Pułk Jego Wysokości
    - Lejb-Gwardyjski Siemionowski Pułk

  - 2 Brygada:
    - Lejb-Gwardyjski Izmaiłowski Pułk
    - Lejb-Gwardyjski Pułk Jegrów

  - 1 Lejb-Gwardyjska Brygada Artylerii
- 2 Dywizja Piechoty Gwardii – Petersburg, Fontanka. 
  - 1 Brygada:
    - Lejb-Gwardyjski Moskiewski Pułk
    - Lejb-Gwardyjski Pułk Grenadierów

  - 2 Brygada:
    - Lejb-Gwardyjski Pawłowski Pułk
    - Lejb-Gwardyjski Fiński Pułk

  - 2 Lejb-Gwardyjska Brygada Artylerii
  - Brygada Strzelców Gwardii
- 1 Dywizja Kawalerii Gwardii – Petersburg, Fontanka. 
  - 1 Brygada:
    - Pułk Kawalergardów Gwardii Jej Wysokości Marii Fiodorowny
    - Lejb-Gwardyjski Pułk Konny

  - 2 Brygada:
    - Lejb-Gwardyjski Pułk Kirasjerów Jego Wysokości
    - Lejb-Gwardyjski Pułk Kirasjerów Jej Wysokości Marii Fiodorowny

  - 3 Brygada:
    - Lejb-Gwardyjski Pułk Kozaków Jego Wysokości
    - Lejb-Gwardyjski Atamański Pułk Jego Wysokości
    - Lejb-Gwardyjski Kombinowany Pułk Kozaków
    - 1 sotnia uralska Jego Wysokości
    - 2 sotnia orenburska
    - 3 sotnia kombinowana
    - 4 sotnia amurska
- 1 Lejb-Gwardyjska Brygada Artylerii Konnej
- 2 Dywizja Kawalerii Gwardii – Petersburg, Fontanka. 
  - 1 Brygada:
    - Lejb-Gwardyjski Pułk Grenadierów Konnych
    - Lejb-Gwardyjski Pułk Ułanów Jej Wysokości Aleksandry Fiodorowny

  - 2 Brygada:
    - Lejb-Gwardyjski Pułk Dragonów
    - Lejb-Gwardyjski Pułk Huzarów Jego Wysokości
- 2 Lejb-Gwardyjska Brygada Artylerii Konnej
- Samodzielna Brygada Kawalerii Gwardii – Warszawa (patrz: 23 KA)
- 1 Lejb-Gwardyjska Brygada Artylerii
- 2 Lejb-Gwardyjska Brygada Artylerii
- Lejb-gwardyjska artyleria konna
- Gwardyjski batalion artylerii haubic
- Lejb-gwardyjski batalion saperów
- Gwardyjska kompania lotnicza

### 23 Korpus Armijny
23 Korpus Armijny – Warszawski Okręg Wojskowy. Siedziba: Warszawa.
- 3 Dywizja Piechoty Gwardii – Warszawa. 
  - 1 Brygada:
    - Litewski Pułk Lejbgwardii
    - Lejb-Gwardyjski Keksholmski Pułk im. Cesarza Austriackiego.

  - 2 Brygada:
    - Lejb-Gwardyjski Sankt-Petersburski Pułk Króla Fryderyka Wilhelma III
    - Lejb-Gwardyjski Wołyński Pułk

  - 3 Lejb-Gwardyjska Brygada Artylerii
- 2 Dywizja Piechoty
- Samodzielna Brygada Kawalerii Gwardii
  - Lejb-Gwardyjski Pułk Ułanów Jego Wysokości (Warszawa)
  - Lejb-Gwardyjski Grodzieński Pułk Huzarów (Warszawa)
  - 3 gwardyjska bateria artylerii konnej (Warszawa)
- 3 bateria lejb-gwardyjskiej artylerii konnej
- 23 batalion artylerii haubic
- 9 batalion saperów